# Chamānī-ye Bālā
Chamānī-ye Bālā (persiska: Chamanī-ye Bālā, چمنی بالا, چمانی بالا) är en ort i Iran.   Den ligger i provinsen Golestan, i den norra delen av landet, 400 km öster om huvudstaden Teheran. Chamānī-ye Bālā ligger 1 066 meter över havet och antalet invånare är 318.
Terrängen runt Chamānī-ye Bālā är huvudsakligen kuperad, men österut är den bergig. Runt Chamānī-ye Bālā är det ganska glesbefolkat, med 48 invånare per kvadratkilometer. Närmaste större samhälle är Darjan, 8,9 km nordost om Chamānī-ye Bālā. Trakten runt Chamānī-ye Bālā består till största delen av jordbruksmark.